# Papelera de reciclaje (informática)
En un sistema operativo, marco de gestión de contenidos u otro programa, la  papelera o papelera de reciclaje es un área de almacenamiento donde se guardan archivos y carpetas previas a su eliminación definitiva de un medio de almacenamiento.

## Windows
La empresa Microsoft fue quien introdujo el concepto y el nombre de «papelera de reciclaje» y le dio su fama correspondiente. En el correo electrónico y Mac OS se le llama simplemente «papelera». Sirve para controlar la eliminación de los archivos de forma accidental o intencional, dando la posibilidad a los usuarios de este sistema de revisar su contenido antes de eliminarlo definitivamente; función que en versiones anteriores de Microsoft Windows y en MS-DOS hacía el comando undelete siendo esta la única manera de recuperar los archivos borrados accidentalmente. Además de guardar los archivos en si, la Papelera de reciclaje almacena información de la fecha, hora y la ubicación donde estaban estos originalmente. El acceso a la Papelera de reciclaje es desde el Escritorio y una vez abierta se ve como cualquier ventana del explorador de Windows.
El icono de la Papelera de reciclaje indica si hay elementos alojados en ella o no. Si no hay archivos y carpetas, el icono es el de una papelera vacía, de otro modo, si la papelera tiene un archivo o carpeta (o más) en su interior, el icono es el de una papelera llena de papeles arrugados demostrando que hay "Basura tirada" y dispuesta a ser reciclada en caso de ser necesario.
Antes de Windows Vista, la Papelera de reciclaje almacenaba de manera predeterminada un 10% de la capacidad total del volumen de disco. Por ejemplo, en un disco duro con capacidad de 20 GB, la Papelera de reciclaje almacenará hasta 2 GB. Si esta llega al máximo de su capacidad, entonces los archivos con mayor antigüedad serán eliminados definitivamente para dar cabida a los nuevos; en el caso de que se intente eliminar un archivo más grande que la capacidad de la Papelera, entonces este será eliminado definitivamente sin ser previamente almacenado en esta. En versiones de Microsoft Windows anteriores a Windows Vista, la Papelera de reciclaje tiene una extensión máxima de 3,99 GB, mientras que en la última versión del Microsoft Windows, el máximo es el 10% de la capacidad de la partición de disco (si este es de 40 GB o más), o bien de 4 GB más el 5% de la capacidad de la partición de disco, en caso de ser este inferior a 40 GB.
Características similares a la Papelera de reciclaje existen en otros sistemas operativos bajo otros nombres, así, por ejemplo, en Mac OS de Apple Inc. y en varias Distribuciones Linux es llamada simplemente Papelera (Ya que la mención "Papelera de reciclaje" corresponde solo a Microsoft); siendo esta una característica que ha estado en Mac OS desde su primera versión. Se cree que fue inventada por la compañía Xerox PARC.

## Directorio de almacenamiento real
El directorio real donde se almacenan los archivos que están en la Papelera de reciclaje varía de acuerdo al Sistema operativo o al sistema de archivos que tenga la partición. Así, en el sistema de archivos FAT (usado típicamente en sistemas Windows 9x), el directorio se ubica en X:\RECYCLED (siendo X una letra de la unidad cualquiera), mientras que en el sistema de archivos NTFS y en Windows NT/2000/XP esta se encuentra en X:\RECYCLER (siendo X una letra de la unidad cualquiera), con excepción de Windows Vista y Windows 7, en los cuales se guardan los archivos en el directorio X:\$Recycle.Bin.
Cuando se accede a la Papelera de reciclaje a través del Escritorio, esta muestra diferentes opciones e información que, accediendo con el Explorador de Windows al directorio real no son mostradas; además, si los archivos están guardados en un volumen con el sistema de archivos NTFS, un usuario no puede eliminar archivos en la Papelera de reciclaje de otro, esto porque dentro del directorio X:\RECYCLED o X:\$Recycle.Bin existe un subdirectorio propio para cada usuario del equipo. Cabe mencionar que este directorio presenta atributos de "oculto" y de "sistema", ya que esta carpeta es indispensable para el buen funcionamiento del sistema operativo.

## Borrador de archivos
Los archivos son movidos a la Papelera de reciclaje de distintas maneras:
- Al hacer clic con el botón derecho del ratón sobre el archivo, y luego, en el menú, seleccionar la opción "Eliminar".
- Seleccionando el archivo y luego presionando el botón Supr (Suprimir).
- Seleccionando la opción Eliminar este archivo en el menú "Tareas de archivo y carpeta" en cualquier ventana del Explorador de Windows en Windows XP.
- Seleccionando el archivo y eligiendo la opción Borrar archivo en el menú Archivo del Explorador de Windows.
- Desde algún menú contextual de otra aplicación.
- Arrastrando y luego soltando el archivo en el icono de la Papelera de reciclaje.

Para borrar un archivo definitivamente sin que este pase antes por la Papelera de reciclaje, se debe presionar la tecla Mayús mientras se está borrando el archivo (por cualquiera de los métodos antes mencionados). En este caso el archivo eliminado ya no tiene la posibilidad de ser recuperado, por lo que es conveniente no hacer este tipo de eliminación a menos que uno esté completamente seguro de que al archivo que se quiere eliminar nunca más se lo va a necesitar.

## Funcionamiento de la Papelera de reciclaje de Windows
Los archivos que están guardados en la Papelera de reciclaje (y por ende, en el directorio real) son renombrados como Dxy.ext, donde x es la letra de la unidad donde se encontraba este archivo (tales como "c", "d", etc.); y es un número, asignado de forma secuencial partiendo del cero; y ext. es la extensión original del archivo. Sin embargo, el nombre original es mostrado en la Papelera, esto porque se crea un archivo oculto sin extensión llamado "info2" ("info" en Windows 95)
que almacena el nombre y la ubicación original, en el caso de que se quisiera recuperar el archivo eliminado (por medio del comando Restaurar este elemento).

## Características conocidas
- La Papelera de reciclaje sólo almacena archivos borrados desde discos duros, no desde medios de almacenamiento extraíbles, tales como disquetes o pendrives, ni archivos de unidades de red ubicados en otro lugar. En estos casos, la eliminación de los archivos es permanente y "no se pueden" recuperar.
- Si la Papelera está algo llena en un disco duro de gran capacidad, es posible que la operación de borrado de archivos sea lenta; esto se puede arreglar vaciando la Papelera de reciclaje.
- El icono de Papelera de Reciclaje, en Windows, se puede eliminar accediendo a las directivas de grupo. Luego de la aparición de [Windows XP] se puede quitar desde propiedades.
- Si el icono de la Papelera de reciclaje ya no aparece en el escritorio de Windows XP, puede ser restaurado fácilmente al hacer clic derecho en el escritorio y escogiendo en el menú la opción "Personalizar"; luego, en la ventana del Panel de control que aparece, hacer clic en "Cambiar iconos del escritorio" en la columna izquierda.